# روبرت اس. کیمبرو
روبرت اس. کیمبرو (به انگلیسی: Robert S. Kimbrough) فضانورد اهل کشور ایالات متحده آمریکا است که در ۴ ژوئن ۱۹۶۷ میلادی در کایلین، تگزاس زاده شد. وی در مأموریت اس‌تی‌اس-۱۲۶ حضور داشته‌است.